# Jacques Nicolet
Jacques Nicolet (ur. 5 kwietnia 1956 w Gigondas) – francuski kierowca wyścigowy. Właściciel zespołu OAK Racing.

## Kariera
Nicolet rozpoczął karierę w międzynarodowych wyścigach samochodowych w 2007 roku od startów w Le Mans Series oraz w V de V Challenge Endurance Moderne - Proto. W Le Mans Series z dorobkiem 23 punktów uplasował się na czwartej pozycji w końcowej klasyfikacji kierowców. W tym samym roku wystartował w 24-godzinnym wyścigu Le Mans w klasie LMP2, którego jednak nie ukończył. W późniejszych latach Francuz pojawiał się także w stawce Asian Le Mans Series, American Le Mans Series, Intercontinental Le Mans Cup, European Le Mans Series oraz FIA World Endurance Championship.

## Wyniki w 24h Le Mans
| Rok  | Zespół                       | Partnerzy                          | Samochód                  | Klasa | Okr. | Poz. | Klasa Pos. |
| ---- | ---------------------------- | ---------------------------------- | ------------------------- | ----- | ---- | ---- | ---------- |
| 2007 | Saulnier Racing              | Alain Filhol Bruce Jouanny         | Courage LC75-AER          | LMP2  | 224  | NU   | NU         |
| 2008 | Saulnier Racing              | Marc Faggionato Richard Hein       | Pescarolo 01-Judd         | LMP1  | 311  | 26   | 12         |
| 2009 | OAK Racing Team Mazda France | Richard Hein Jean-François Yvon    | Pescarolo 01-Mazda        | LMP2  | 325  | 20   | 3          |
| 2010 | OAK Racing                   | Richard Hein Jean-François Yvon    | Pescarolo 01-Judd         | LMP2  | 341  | 9    | 4          |
| 2011 | OAK Racing                   | Richard Hein Jean-François Yvon    | OAK Pescarolo 01 Evo-Judd | LMP1  | 119  | NU   | NU         |
| 2012 | OAK Racing                   | Matthieu Lahaye Olivier Pla        | Morgan LMP2-Judd          | LMP2  | 139  | NU   | NU         |
| 2013 | OAK Racing                   | Jean-Marc Merlin Philippe Mondolot | Morgan LMP2-Nissan        | LMP2  | 248  | NU   | NU         |
| 2015 | OAK Racing                   | Jean-Marc Merlin Erik Maris        | Ligier JS P2-Nissan       | LMP2  | 328  | 29   | 11         |